# Котляров, Владимир Соломонович
Влади́мир Соломо́нович «То́лстый» Котляро́в (20 апреля 1937, Москва — 23 февраля 2013, Париж) — русский художник, поэт, актёр, диктор, историк искусства, реставратор, а также редактор и издатель литературно-художественного альманаха «Мулета» и газеты «Вечерний звон».

## Биография
Родился 20 апреля 1937 года в Москве. Окончил исторический факультет МГУ им. М. В. Ломоносова по специальности «История искусства». Работал диктором на радио, инженером-электронщиком, реставратором.
В 1979 году эмигрировал во Францию. Покидая в 1979 году СССР, оставил в семейной нише на Новодевичьем кладбище кенотаф со своим именем и годами жизни «1937—1979».
Во Франции основал художественное движение «вивризм» (от французского vivre — жить).
В одном из своих «богоборческих» перформансов (в определении Толстого «визуанс» от визуальный сеанс) распинал себя на настоящем кресте, а в 1981 году попал на неделю в римскую каталажку за перформанс, в ходе которого, забравшись в фонтан Треви, вопил «Берегите папу!». И оказался пророком: через девять дней папу Иоанна Павла II ранил турецкий террорист Мехмет Али Агджа.
В 1984 году выступил издателем и редактором литературно-художественного альманаха «Мулета». К созданию «Мулеты» Владимир Котляров привлёк эмигрантских бунтарей: Эдуарда Лимонова, Константина Кузьминского, Алексея Хвостенко, Вагрича Бахчаняна. Первый номер вышел спустя четыре года после приезда Толстого в Париж. С 1991 года «Мулета» печаталась в Москве.
Создал в Париже русскую анархистскую группу «Черный Передел Земли и Воли», разработав теоретическую концепцию, в рамках которой он предложил, в частности, дополнить классическую триаду «Свобода. Равенство. Братство» еще одной — «Взаимопомощь. Просвещение. Честь».
С 1986 по 1988 год издавал в Париже газету «Вечерний звон». Одним из самых безобидных материалов «Звона» были рисунки, демонстрирующие чудесное превращения лица Солженицына в лицо Сталина.
В 1995 году изобрёл новое направление в живописи: он стал «уничтожать» деньги, расписывая политическими и философскими текстами и лозунгами, превращая тем самым банкноты в произведения искусства.
В 2000 году стал «отцом» коллекции петербургского мейл-арта Центрального музея связи им. А. С. Попова.
С 1979 года жил и работал в Париже. Умер в Париже 23 февраля 2013 года.

## Персональные выставки
- 1982 — «TOLSTY». Galerie Georges Lavrov, Paris.
- 1984 — «Mail-art». Galerie G. Basmadjian, Paris.
- 1989 — «Ma vie — visuance vivrique». Galerie J & J Donguy, Paris.
- 1996 — «TOLSTY — ПИСЬМА». BoreyartGalerie, СПб.
- 1997 — «Деньги — полная деноминация». При содействии газеты «АиФ». BoreyartGalerie, СПб.
- 1999 — «Толстые письма. Русское барокко в mail-art’e». Центр современного искусства, Москва.
- 2000 — «Définitions» (mail et money art). Tôtes, Normandie, France.
- 2002 — «Внутренняя жизнь артиста (выставка произведений организма)». Музей арт-центра, СПб.
- 2003 — «Деньги. Третье тысячелетие». Музей городской скульптуры, СПб.
- 2007 — «К 70-летию». Центр современного искусства, Москва.
- 2013 — «МЭЙЛАРТИССИМО. Посвящение Толстому». Центральный музей связи им. А. С. Попова, СПб.
- 2014 — «Памяти Толстого». Yport, Normandie, France.

## Цитаты

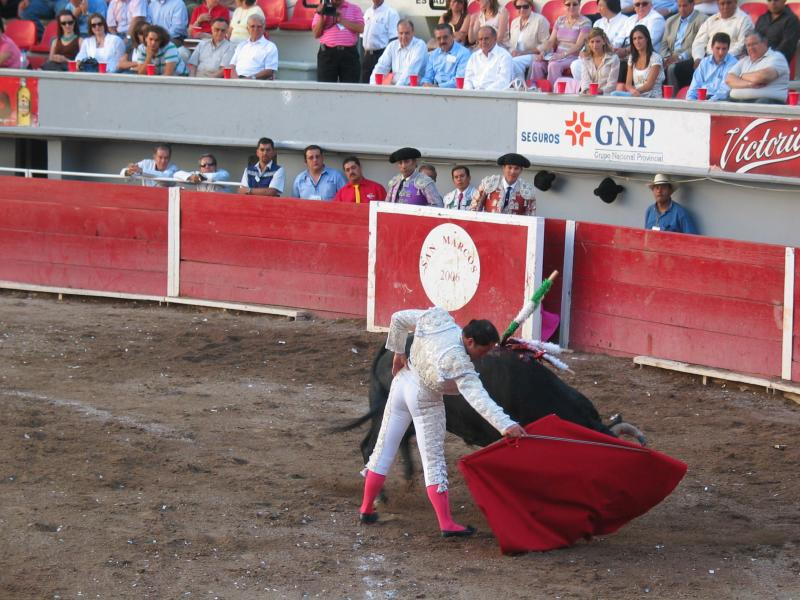
Тореро с мулетой

- «Я-то сам давно ни от кого не завишу. Настолько давно отказался от всяких либеральных субсидий и фондов, залов и издательств, делаю своё дело и выживаю сам по себе. И признали меня здесь, прежде всего сами французы, устраивают выставки, переводят стихи, называют „творцом новых форм“. Мои французские работы все уже проданы, а русские копятся, копятся. И уже новые художественные мафии недовольно смотрят из Москвы в мою сторону. Ну и хрен с ними»[9] — Владимир «Толстый» Котляров, 2000.
- «Принципы вивризма с принципами художников контркультуры вовсе не совпадают. Художники контркультуры, то есть те люди, которые были так называемыми нонконформистами здесь, стали самыми заурядными конформистами там, на Западе. Дело в том, что их просто не устраивал один социальный режим, им хотелось жить при другом. Их не устраивала социалистическая модель общества, но устраивала буржуазная, капиталистическая модель. Когда они переехали на Запад, то стали вполне заурядными конформистами. Они нашли то, что искали: они создают свои произведения на рынок, бесконечно тиражируют одну какую-то идею, а вивризм именно против этого и протестует — вивризм протестует против товарного размножения художественной идеи, размножения художественной идеи на потребу денежному мешку. Деньги должны быть СЛЕДСТВИЕМ труда, следствием приложения интеллектуальной и физической энергии, а не целью»[1] — Владимир «Толстый» Котляров, 2003.
- «Он любил жизнь, но верил в святой дух авангарда — радикального, шаманящего. Как футуристы и дада, он презирал дух наживы: на склеенных вместе купюрах всех стран мира Толстый писал рельефные, невероятно красивые, мерцающие стихи-манифесты, заклиная деньги знать своё место. А цену деньгам он слишком хорошо знал. В Париже, вместо того чтобы жить по правилам эмигрантского гетто, примкнуть к одному из идеологических кланов, торговать былым инакомыслием, Толстый укладывал асфальт, мыл — по завету Маяковского: „Я лучше в баре бл…м буду // подавать ананасную воду“ — тарелки в ресторане для проституток. Иначе говоря, стремительно становился парижанином. Лидеры гетто за 20 лет ухитрились не выучить ни слова по-французски, а Толстый вынырнул со дна жизни уже французским поэтом, ценимым местными словотворцами, и востребованным актером, обитателем квартиры под Эйфелевой башней»[2] — Михаил Трофименков, 2013.

## Фильмография
- 1991 — «Пылающий костёр» (реж. Эрик Барбье, Франция), роль: Павляк (отец Виктора).
- 1992—2007 — «Кордье — стражи порядка».
- 1994 — «Индеец в Париже» (реж. Эрве Палю, Франция), роль: Павел.
- 1994 — «Королева Марго» (реж. Патрис Шеро, Франция), роль: палач[3].
- 1994 — «Не могу уснуть» (реж. Клер Дени, Франция, Германия, Швейцария), роль: Василий (в титрах указан как Tolsty).
- 1998 — «Ронин» (реж. Джон Франкенхаймер, США, Великобритания).
- 2003 — «Чистое небо после дождя» (реж. Натали Шмидт, Франция).